# Baile de máscaras en la ópera (Manet)
Baile de máscaras en la ópera (en francés, Bal masqué à l'opéra) es un cuadro al óleo sobre lienzo pintado en la primavera de 1873 por el pintor francés Édouard Manet. El lienzo se conserva en la Galería Nacional de Arte de Washington D. C..

## Historia
El artista realizó numerosos bocetos preparatorios en el lugar, y luego creó la obra en su estudio, ubicado en la rue d'Ámsterdam, donde se acababa de mudar.
El lienzo perteneció al célebre cantante de ópera Jean-Baptiste Faure, coleccionista de obras de Manet. Fue donado a la Galería Nacional en 1982 por la viuda de Horace Havemeyer. 
Considerado demasiado naturalista, este cuadro fue rechazado para la exposición del Salón de 1874.

## Descripción
Este lienzo recuerda a La música en las Tullerías, creado más de diez años antes, al presentar otra imagen de la vida urbana moderna rompiendo con las tradiciones academicistas. Como en aquel cuadro, Manet también incluyó en este a varios de sus amigos, que posaron para él en el estudio, asistiendo al festivo evento donde las jóvenes coristas y personajes extravagantes alternan con caballeros. Por ejemplo, se puede reconocer al compositor Emmanuel Chabrier y al coleccionista Hecht, así como al propio Manet, el segundo por la derecha. La obra juega con los contrastes entre los colores dentro de una multitud de hombres con chistera y algunas mujeres con antifaz completamente vestidos de negro y las "máscaras", ataviados de forma extravagante con prendas coloridas. La pincelada es suelta, sin dar importancia a los detalles, aunque hay muchos, como el ramo de flores, los abanicos o los encajes de los atuendos femeninos, incluso usa una entrada al baile tirada en el piso abajo a la derecha para trazar su firma. Algunas figuras en los bordes laterales están cortadas, saliendo del encuadre, y arriba en la barandilla superior solo asoman las piernas de los asistentes, otra ruptura con la tradición.
El teatro de ópera cuyo vestíbulo aparece representado en el lienzo estaba ubicado en 12 rue Le Peletier en el IX Distrito de París. Ardió hasta los cimientos el mismo año en que Manet pintó este cuadro y fue demolido. El evento anual pasó a celebrarse luego en la nueva ópera Garnier.